# Puchar Świata w skokach narciarskich w Whistler
Zawody Pucharu Świata w skokach narciarskich w Whistler – zawody w skokach narciarskich, przeprowadzane w ramach Pucharu Świata w skokach narciarskich od sezonu 2008/2009. Areną zmagań jest skocznia Whistler Olympic Park w Whistler.
Dotychczas na skoczni w Whistler zostały rozegrane 2 konkursy, w dniach 24-25 stycznia 2009 roku, w ramach próby przedolimpijskiej.

## Podium poszczególnych konkursów PŚ w Whistler
| Lp | Data             | Skocznia              | HS    | Uwagi | 1. miejsce            | 2. miejsce         | 3. miejsce      |
| -- | ---------------- | --------------------- | ----- | ----- | --------------------- | ------------------ | --------------- |
| 1. | 24 stycznia 2009 | Whistler Olympic Park | HS140 | —     | Gregor Schlierenzauer | Wolfgang Loitzl    | Matti Hautamäki |
| 2. | 25 stycznia 2009 | Whistler Olympic Park | HS140 | —     | Gregor Schlierenzauer | Thomas Morgenstern | Ville Larinto   |